# Bonifatius Fleschutz
Bonifatius Magnus Fleschutz OSB (ur. 9 stycznia 1861 w Reicholzried, zm. 29 stycznia 1891) – niemiecki duchowny rzymskokatolicki, benedyktyn, misjonarz, prefekt apostolski Południowego Zanguebaru.

## Biografia
3 maja 1886 otrzymał święcenia prezbiteriatu i został kapłanem Zakonu Świętego Benedykta.
16 listopada 1887 z wikariatu apostolskiego Zanguebaru wyłączono terytorium Niemieckiej Afryki Wschodniej, na którym utworzono prefekturę apostolską Południowego Zanguebaru. 18 listopada 1887 papież Leon XIII mianował o. Fleschutza pierwszym prefektem apostolskim Południowego Zanguebaru.
O. Fleschutz zmarł w wieku 30 lat w dniu 29 stycznia 1891.